# Rosyjska kolonizacja Azji

Imperium Rosyjskie w czasie największego rozwoju terytorialnego w 1866 roku, barwa jasnozielona oznacza terytoria zależne

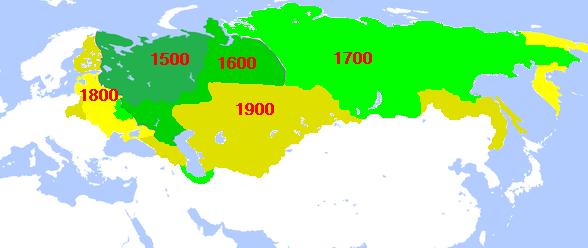
Rosyjska ekspansja w Azji 1500–1900

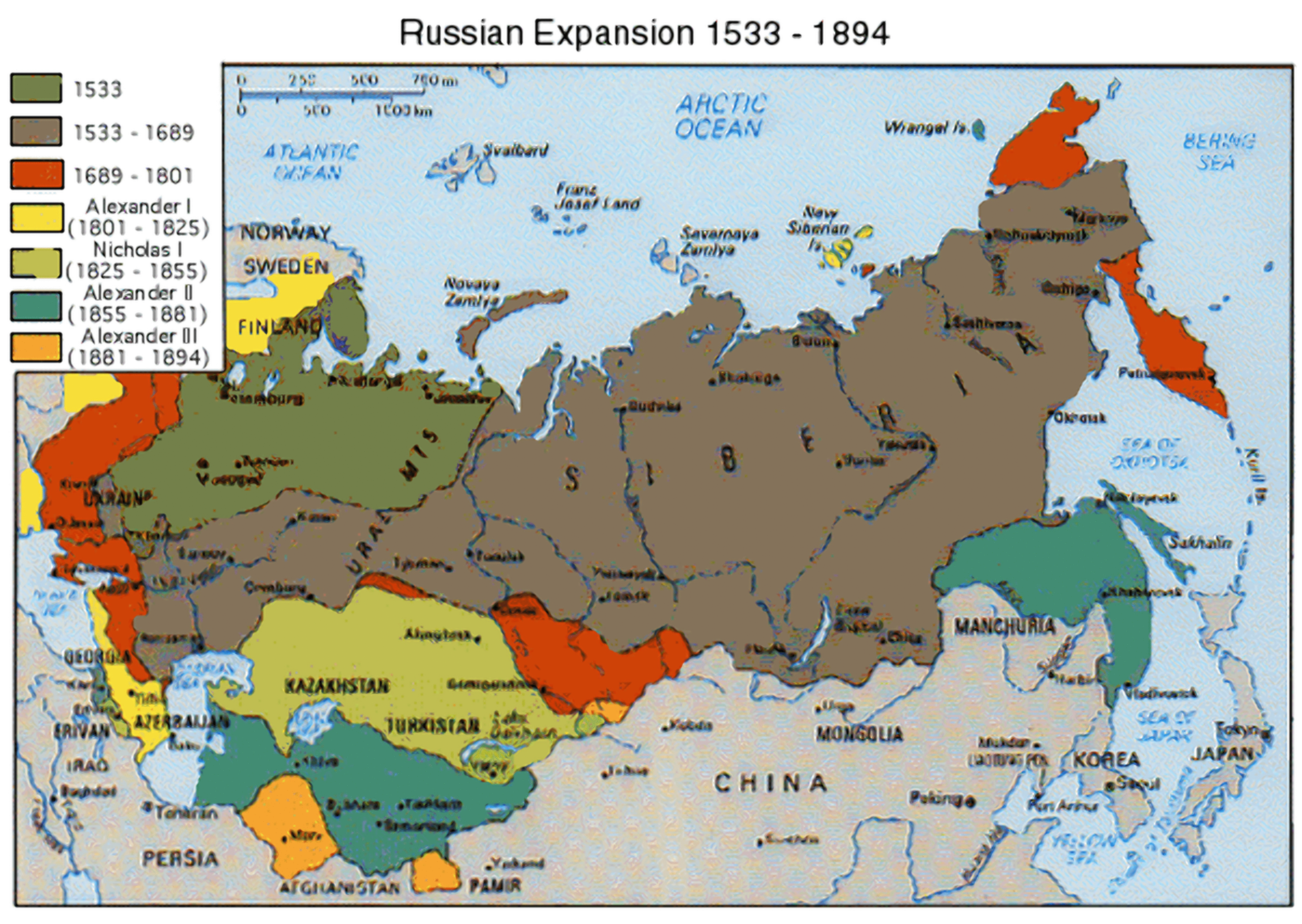
Rosyjska ekspansja w Azji 1533–1894

Rosyjska kolonizacja Azji – kolonizacja znacznych obszarów Azji Północnej (Syberia), Środkowej i Kaukazu przebiegająca w okresie od XV do XX wieku. Kolonizacja miała odmienny przebieg od większości ekspansji kolonialnych innych państw europejskich i polegała w znacznej mierze na bezpośrednim wcielaniu opanowanych obszarów do państwa rosyjskiego. Wyjątkiem były tu m.in. niektóre kraje kaukaskie i środkowoazjatyckie, którym przez długi okres przysługiwały pewne atrybuty państwowości.
Rosyjska kolonizacja Azji została rozpoczęta przez Republikę Nowogrodzką de facto już w XI wieku i była kontynuowana przez Wielkie Księstwo Moskiewskie (1328–1547), Carstwo Rosyjskie (1547–1721) i Imperium Rosyjskie (1721–1917).

## Syberia i Daleki Wschód

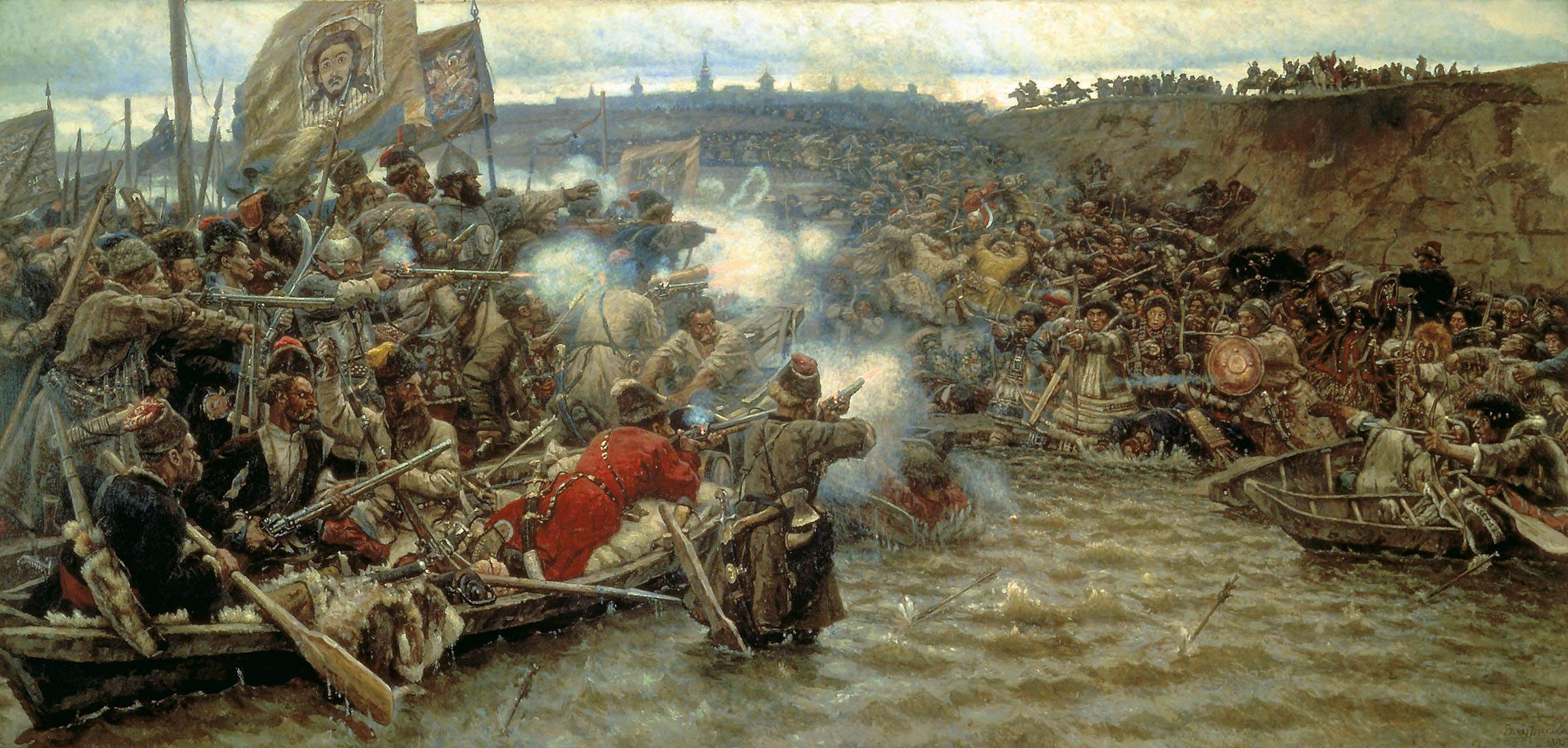
Kozacy pod wodzą Jermaka zdobywają Syberię. Obraz pędzla Wasilij Surikowa namalowany w 1895 roku. Muzeum Rosyjskie w Sankt Petersburgu

Zasiedlana od paleolitu. W I tysiącleciu zajmowana przez koczowników azjatyckich, w III-II w. p.n.e. opanowana przez Hunów (od których bliżej nieznanego plemienia Sabir, Seber jedna z hipotez wywodzi nazwę Syberii). W VI w. zasiedlona przez ludy pochodzenia tureckiego. W połowie XIII w. w składzie imperium mongolskiego Czyngis-chana. Od XI w. zwierzchnictwo nad północno-zachodnią częścią Syberii (tzw. Jugrą) przejął Nowogród Wielki, a od 1478 Moskwa. Po upadku Złotej Ordy, w XV w. na południowym zachodzie powstał Chanat Syberyjski.
Rosyjską ekspansję zapoczątkował w 1552 podbój Chanatu Kazańskiego. Kolonizację terenów nad rzeką Kamą prowadzili na mocy przywileju carskiego z roku 1558 Stroganowowie, rosyjski ród kupiecki, który zmonopolizował handel z ziemiami na wschód od Uralu. Dzięki zwolnieniom podatkowym, Strogonowowie wystawili armię złożoną między innymi z Kozaków i Baszkirów.

### Wyprawa Jermaka i podbój Chanatu Syberyjskiego
Z inicjatywy Stroganowów 1 IX 1581 wyruszyła ekspedycja Kozaków pod wodzą Jermaka Timofiejewicza. W skład oddziału liczącego 800 ludzi, wchodziło około 500 kozaków oraz najemnicy z Europy. W bitwie na Przylądku Czuwaskim rozbili oni siły Chanatu Syberyjskiego i w październiku 1582 dotarli nad Irtysz, otwierając tym samym, drogę dalszej ekspansji rosyjskiej. Walki z chanem Kuczumem trwały jednak nadal. W ich toku, w 1585 zginął w jednej z potyczek Jermak, zaś resztki jego ekspedycji wycofały się z ziem chanatu. W następnym roku, władze carskie wysłały jednak za Ural strzelców, nie chcąc tracić panowania nad cennymi gospodarczo ziemiami. Ostatecznie Kuczum został pokonany w roku 1589, w bitwie u ujścia rzeki Irmenki do Obu.

### Od Tiumenia do Morza Ochockiego
Rozpoczął się planowy podbój i kolonizacja ziem zauralskich, powstały pierwsze miasta rosyjskie: Tiumeń (1586), Tobolsk (1587), Tara (1594), Tomsk (1604). Już w roku 1619 kolonizacja sięgnęła Jeniseju, w 1631 Angary (Bracka) na południu i Leny na wschodzie. W 1639 roku, wyprawa kozaka Iwana Moskwitina osiągnęła Udę. W następnym roku, dotarła ona do północnych wybrzeży Oceanu Spokojnego. Pierwszą umocniona osadą na rosyjską nad Morzem Ochockim był Ochock, założony w 1647 roku. W 1645 rosyjskie wyprawy sięgnęły ujścia Amuru, w połowie XVII w. jeziora Bajkał (Irkuck 1652).

### Konflikt z Buriatami i dotarcie do Bajkału
Założony w 1631 roku Brack, stanowił zagrożenie dla interesów Buriatów. W roku 1635 udało im się wymordować załogę tego fortu, jednak w następnym roku Rosjanie przywrócili swoją obecność na tym obszarze. Po raz pierwszy nad Bajkał dotarł Kurbat Iwanow w roku 1643.
Ekspansję rosyjską w basenie Amuru zahamował konflikt z Chinami zakończony w 1689 podpisaniem układu w Nerczyńsku. Dopiero postanowienia traktatów z Ajgun (obecnie Aihui) (1858) i Pekinu (1860) oddały Rosji zwierzchnictwo nad środkowym i dolnym biegiem Amuru i Ussuri.
W XIX w. granice Syberii powiększyły się wskutek ekspedycji: V. Beringa, J. Gmelina, G. Müllera, P. Pallasa, F. v. Wrangla.
Początkowo całością obszarów zauralskich administrowano bezpośrednio z Moskwy. 1708 utworzono gubernię syberyjską ze stolicą w Tobolsku, w 1764 powstały dwie gubernie (Tobolsk, Irkuck), a w 1897 cztery (Tobolsk, Irkuck, Tomsk, Jenisejsk).
Zsyłki na Syberię odgrywały wielką rolę w rosyjskim systemie kar, oprócz kryminalistów kierowano tu także więźniów politycznych i jeńców wojennych. W XIX w. szczególnie liczną grupę wśród zesłańców stanowili Polacy, którzy przyczynili się do naukowego zbadania Syberii (m.in.: Aleksander Czekanowski, Jan Czerski, Benedykt Dybowski, Feliks Kon, Wiktor Godlewski, Bronisław Piłsudski, W. Witkowski).
Od 2. połowy XIX w. wzrost znaczenia gospodarczego, m.in. dzięki budowie Kolei Transsyberyjskiej (1891–1916). Początkowo baza surowcowa dla europejskiej części Rosji, później także rozwój przemysłu, głównie ciężkiego. W 1918, podczas rosyjskiej wojny domowej, Syberia znalazła się pod władzą A.W. Kołczaka, wspomaganego przez interwencyjne oddziały japońskie, amerykańskie, angielskie i francuskie. W 1920 armia Kołczaka została rozbita. W kwietniu 1920 proklamowano Republikę Dalekiego Wschodu, włączoną w 1922, po wycofaniu się wojsk japońskich, do Rosyjskiej Federacyjnej Socjalistycznej Republiki Radzieckiej.
Na Syberii znajdowały się największe w ZSRR obozy pracy przymusowej, obozy koncentracyjne (m.in. w: Tobolsku, Tomsku, Norylsku, Jakucji, w dorzeczu Kołymy). Od 1991 Syberia wchodzi w skład Rosji, administracyjnie dzieląc się na Regiony: Wschodniosyberyjski i Zachodniosyberyjski.
Obecnie tereny Syberii podlegają znaczącej depopulacji spowodowanej błędną polityką demograficzną jaka prowadzona była na tym obszarze jeszcze przez władze radzieckie. Władze ZSRR popierały osadnictwo na obszarach północnych, które stanowić miało wyraz pokonania przez człowieka trudnych warunków środowiskowych. W latach 1991–2001 miejscowa populacja zmniejszyła się o 1 392 200 ludzi. 

## Azja Środkowa
W połowie XIX wieku na drodze ekspansji rosyjskiej w Azji Środkowej stanęły trzy państwa: Emirat Buchary, Chanat Kokandzki oraz Chanat Chiwy. W roku 1853 Rosjanie zajęli twierdzę Ak-Meczet, poprzednio należącą do Chanatu Kokandzkiego. Kokand i Buchara utraciły niezależność w roku 1868 zaś Chiwa w 1873. Te państwa pozostały wasalami Imperium Rosyjskiego do jego końca. Wyjątkiem był Kokand zaanektowany po stłumieniu powstania w roku 1875. Dalsza ekspansja rosyjska godziła w interesy Imperium brytyjskiego, w związku z czym w roku 1885 doszło do podpisania w Petersburgu traktatu regulującego granicę rosyjsko-afgańską oraz wyznaczającego strefy wpływów dla obu mocarstw w Azji Centralnej.

## Kaukaz
Podboje rosyjskie na obszarze nadkaspijskim motywowane były chęcią zawładnięcia tamtejszymi szlakami handlowymi prowadzącymi z Europy do Indii i Chin. Za casus belli posłużyła kradzież 500 000 rubli jaka spotkać miała rosyjskich kupców w Persji. Piotr I wykorzystał słabość tamtejszych rządów i w 1722 roku, rozpoczął źle przygotowaną ekspedycje która pomimo wysokich strat po stronie rosyjskiej doprowadziła do zajęcia miasta Baku. Podpisany w Petersburgu pokój dawał Rosji władzę nad prowincjami nadkaspijskimi oraz Baku.
Panujący w latach 1796–1801 Cesarz Wszechrusi Paweł I prowadził politykę ekspansji, anektując w 1801 r. Gruzję. Aleksander I, który w wyniku rewolucji pałacowej przejął władzę po niepopularnym wśród szlachty ojcu, dzięki pokonaniu Wielkiej Armii Napoleona pod Moskwą (1812) i zdobyciu Paryża (1814) zapewnił Rosji dominującą pozycję na arenie międzynarodowej. Poszerzył granice kraju m.in. o Dagestan i terytorium dzisiejszego Azerbejdżanu (1813). Na Północnym Kaukazie trwający od wielu dziesiątków lat opór przeciwko Rosjanom został ostatecznie złamany w 1859 r., wraz ze stłumieniem powstania pod wodzą Imama Szamila.